# Bake Turner
Bake Turner é um ex-jogador profissional de futebol americano estadunidense.

## Carreira
Bake Turner foi campeão do Super Bowl III jogando pelo New York Jets.